# مقاطعة ميريك (نبراسكا)
مقاطعة ميريك (بالإنجليزية: Merrick County)‏ هي إحدى مقاطعات ولاية نبراسكا في الولايات المتحدة الأمريكية.